# Arroyo Osuna
El arroyo Osuna es un pequeño curso de agua de la cuenca hidrográfica del río Uruguay, ubicado en la provincia argentina de Entre Ríos. 
Nace cerca de la localidad de Colonia Elía, en el departamento de Uruguay y se dirige con rumbo sureste hasta desembocar en el río Uruguay junto a la localidad de Puerto Campichuelo.
- Datos: Q5705807